# دموکرات‌های سوئد
دمکرات‌های سوئد (سوئدی: Sverigedemokraterna) یک حزب ملی‌گرای دست راستی است که در سال ۱۹۸۸ در سوئد تأسیس شد. از سال ۲۰۲۲، این حزب بزرگ‌ترین عضو بلوک جناح راستی و دومین حزب بزرگ در ریکسداگ است. این حزب از ائتلاف راست میانه حاکم حمایت می‌کند و به آن رای اعتماد می‌دهد. این حزب در اتحادیه اروپا، عضو حزب محافظه‌کاران و اصلاح‌طلبان اروپا است.
این حزب خود را محافظه کار اجتماعی با بنیانی ملی‌گرا توصیف می‌کند ولی از سوی دیگران راست افراطی، محافظه کار ملی‌گرا، پوپولیست دست راستی و ضد مهاجرت خوانده شده است. ریشه این حزب به گروه‌های فاشیست سوئدی و ملی‌گرایی سفیدپوستی برمی‌گردد. اما از اواخر دهه ۱۹۹۰ شروع به فاصله گرفتن از این گروه‌ها نموده و بعضی اعضای افراطی از حزب اخراج شده‌اند. امروزه این حزب رسماً فاشیسم و نازیسم را رد می‌کند. دموکرات‌های سوئد نخستین بار بعد از انتخابات سال ۲۰۱۰ با عبور از حد نصاب ۴٪ با ۲۰ نماینده وارد ریکسداگ شدند. در انتخابات بعدی نیز به تدریج آرای حزب افزایش پیدا کرده و در انتخابات سال ۲۰۱۸ موفق به کسب ۱۷٫۵٪ آرا و ۶۲ کرسی در مجلس گشتند. در حال حاضر دموکرات‌های سوئد سومین حزب بزرگ سوئد هستند.

## ایدئولوژی و مواضع سیاسی
برنامه کنونی حزب دمکرات‌های سوئد مبتنی بر «ملی‌گرایی دموکراتیک» و محافظه‌کاری اجتماعی است. این حزب همچنین اعلام کرده تمرکز اصلیش بر موضوعات مهاجرت، نظم و قانون و سالمندان است. این حزب همچنین اهمیت خاصی به سیاست اقتصادی و خانوادگی خود می‌دهد. دمکرات‌های سوئد مخالف چندگانگی فرهنگی در سوئد است و بر حفظ میراث ملی تأکید می‌کند. این حزب همچنین با آنچه انتقال دائمی قدرت از استکهلم به اتحادیه اروپا می‌داند مخالف است و برای حفظ هویت ملی و خودمختاری مالی سوئد علیه اتحادیه اروپا مبارزه می‌کند.

### مهاجرت
دموکرات‌های سوئد معتقدند که سیاست‌های کنونی مهاجرت به سوئد و ادغام مهاجران شکستی ملی بوده است. این حزب در بیانیه ای ارسال شده به کمیته مهاجرت ریکسداگ، اظهار داشت که سیاست‌های مهاجرتی و پناهندگی سوئد «غیرمسئولانه» بوده و سوئد را دچار «بحرانی بلندمدت و البته با شدت کم» کرده است. خلاصه سیاست رسمی آنان اظهار می‌دارد که این حزب «به همه کسانی که در جامعه [سوئد] مشارکت می‌کنند، قوانین ما را اطاعت می‌کنند، و به رسوم ما احترام می‌گذارند خوشامد می‌گوید. از طرف دیگر، از هر کسی که به اینجا بیاید و از نظامات ما سوءاستفاده کند، جرم مرتکب شود یا شهروندان ما را در معرض خطر قرار دهد استقبال نمی‌شود.» این حزب در مورد پناهجویان از حفاظت از اقتدار ملی در خصوص تصمیمات سوئد دربارهٔ مهاجرت و کنترل مرزی، و نیز «اصل کشور امن اول» حمایت می‌کند، به این معنا که پناهجویان فقط باید در اولین کشور امنی که وارد آن می‌شوند درخواست پناهندگی کنند. تا زمانی که چنان قانونی محقق شود، این حزب از وضع محدودیت بر حق امکانات رفاهی و الزامی کردن ادغام فرهنگی حمایت می‌کند. این حزب مخالف اعطای اقامت دائمی به پناهجویان است، و معتقد است به‌طور متعارف اقامت موقت باید برای کسانی که در سوئد درخواست پناهندگی می‌کنند معمول باشد. این حزب از این که سوئد نهایتاً پناهندگان را منحصراً از طریق برنامه کمیساریای عالی سازمان ملل متحد برای پناهندگان بر اساس سهمیه ای مبتنی بر ظرفیت شهرداری‌های سوئد بپذیرد حمایت می‌کند. این حزب همچنین از دادن اولویت به سکولارها، مسیحیان، مسلمانان سابق آزاردیده و اقلیت‌های مذهبی و جنسی گریزان از جنگ یا مرگ بابت ارتداد حمایت می‌کند و معتقد است احتمال این که چنین افرادی در جاهای دیگر بتوانند پناهندگی بگیرند کمتر است.
به‌طور تاریخی، دمکرات‌های سوئد خواهان بازگرداندن بیشتر مهاجران و ممنوع کردن مهاجرت بالکل بوده‌اند، به هر روی، این سیاست‌ها در دهه ۱۹۹۰ ابتدا تعدیل و سپس کلاً حذف شدند. در حال حاضر دمکرات‌های سوئد خواهان محدودسازی و کنترل شدید مهاجرت، و در عوض حمایت سخاوتمندانه از مهاجرانی است که نمی‌خواهند در جامعه سوئد آسیمیله (ادغام) شوند تا به کشور مبدأ خود برگردند. این حزب معتقد است اگر منابع مالی دولتی از تأمین مالی مهاجرت انبوه آزاد شود، سوئد بهتر می‌تواند به پناهنده‌ها و مهاجرین اقتصادی در نواحی خودشان کمک کند.

### سیاست خارجی
دمکرات‌های سوئد حامی اسرائیل هستند و از به رسمیت شناختن اورشلیم به عنوان پایتخت اسرائیل حمایت می‌کنند و حامی انتقال سفارت سوئد به آنجا هستند، گرچه اسرائیل اعلام کرده «به دلیل ریشه‌های این حزب در نازیسم» با آن ارتباطی ندارد و نمی‌خواهد داشته باشد. این حزب حامی همکاری نزدیکتر نظامی با کشورهای همسایه نوردیک و همسویی با ناتو با عضویت کامل است. در سال ۲۰۱۱، این حزب تنها حزب سوئدی بود که علیه درگیری سوئد در لیبی رای داد. دمکرات‌های سوئد از موضع «بیطرف» در خصوص جنگ داخلی سوریه دفاع کرده و در سال ۲۰۱۷ هیاتی را برای دیدار با مقامات سوری اعزام کرد. این حزب همچنین از تشکیل کشور مستقل کردستان و به رسمیت‌شناسی رسمی نسل‌کشی ارمنی‌ها توسط جامعه بین‌الملل حمایت می‌کند. در پی حمله ۲۰۲۲ روسیه به اوکراین، رهبری حزب اعلام کرد سیاست خود در خصوص ناتو را تغییر می‌دهند و در صورتی که فنلاند نیز تقاضای عضویت در ناتو بکند، از پیوستن به ناتو حمایت می‌کند.

### خانواده و ال‌جی‌بی‌تی
دمکرات‌های سوئد تربیت کودکان در خانواده‌های هسته‌ای را به عنوان گزینه ارجح برای بزرگ کردن کودک می‌دانند. آنانی که توسط والدین بیولوژیکشان بزرگ نشوند باید از حق پیوستن به آنان یا اقلاً پیدا کردن آنان برخوردار باشند. این حزب منتقد به فرزندخواندگی و درون‌کاشت مصنوعی برای زوج‌های همجنس و چندمهری بوده است. این حزب اکنون از ازدواج همجنس و شراکت مدنی برای زوج‌های همجنسگرا حمایت می‌کند اما معتقد است تصمیم نهایی برای انجام مراسم باید به هر یک از نهادهای مذهبی و نه دولت واگذار شود.
این حزب پیشتر با امکان به فرزندخواندگی توسط افراد مجرد، زوج‌های همجنس و روابط چندمهری به استثنای مواردی که طرف به فرزندخواندگی پذیرنده از اقوام نزدیک با کودک باشد مخالف بود.
با این که این حزب به‌طور تاریخی از آنچه «لابی هوموسکسوئل» می‌خواند انتقاد کرده، می‌گوید که با همجنسگرایان خصومتی ندارد. جیمی اکسون رهبر حزب نسبت به آنچه اسلامی‌سازی تدریجی سوئد است که نهایتاً منجر به نقض حقوق اقلیت جنسی می‌شود ابراز نگرانی کرده است. SD-Kuriren (روزنامه رسمی حزب) به‌طور مرتب مقالاتی در حمله به رخدادهای ال جی بی تی منتشر کرده و همجنسگرایی را در سراسر دهه ۲۰۱۰ پیش از تعدیل خود، «انحراف» خوانده است. یک پست بلاگی آن مدعی شد پراید استکهلم کودکان را جنسی کرده و مقاله ای توسط دبیر حزبی دمکرات‌های سوئد منتشر شده در سال ۲۰۰۷ با عنوان Botten måste snart vara nådd (به زودی به تهش می‌رسیم) همجنسگرایی را با میل جنسی به کودکان یکی کرده. این مطلب به‌طور گسترده در رسانه‌های سوئدی به عنوان حمله به افراد ال جی بی تی مورد انتقاد قرار گرفت.